# 蓮華面経
『蓮華面経』（れんげめんぎょう）は、末法思想に影響を与えた大乗仏教の経典のひとつであり、『大集経』系統に属する経典である。

## 概要
6世紀エフタルの王ミヒラクラ（寐吱曷羅倶邏）によって、仏教徒が迫害を受けたことによって成立したと見られている。隋代に来朝した那連提耶舎によって漢訳された。
「蓮華面」という名の外道が仏法を破壊するという誓願を立て、後に転生して国王「寐吱曷羅倶邏（ミヒラクラ）」として生まれ、仏法の伝法の象徴である仏鉢を破壊し、仏法が廃れるも、遠い未来に弥勒仏が下生し、その面前の虚空中に仏舎利が世界中から集結する奇瑞を顕わすとする、釈迦による予言等の記述がある。
東アジア諸地域の末法思想に影響を与えたとされる。また、親鸞の「正像末和讃」に本経からの引用の旨が記されている。